# Luka Kovač
Luka Kovač è un personaggio della serie televisiva E.R. - Medici in prima linea, interpretato da Goran Višnjić.

## Storia del personaggio
Nativo della Croazia, il dottor Kovač inizia a lavorare al County General Hospital di Chicago come turnista. Dopo aver dimostrato di sapersi destreggiare tra le emergenze, viene assunto come medico del pronto soccorso in pianta stabile. Bello e misterioso, molte delle donne che lavorano al pronto soccorso sono affascinate da lui. Luka instaura un'intensa amicizia con l'infermiera Carol Hathaway, che sfocia in un breve e innocente bacio, successivamente il medico croato conquista il cuore dell'infermiera Abby Lockhart, ma la relazione dopo varie vicende si conclude.
Durante il proseguimento della serie, viene a galla il tormentato e tragico passato del dottor Kovač. Durante la guerra d'indipendenza della Croazia, perde la moglie e i suoi due figli durante i bombardamenti e inevitabilmente la fede in Dio.
Dopo aver affrontato un difficile periodo lavorativo decide di rimettere in sesto la propria vita andando con John Carter in Congo per Medici Senza Frontiere. L'esperienza si dimostra dura e pericolosa ma cambierà inesorabilmente il modo di percepire la vita, facendogli ritrovare la fede in Dio. Durante quel viaggio, viene creduto morto a causa di una telefonata che giunge al pronto soccorso in cui appunto si porta a conoscenza del suo decesso ai colleghi. Carter allora decide di ritornare in Congo a recuperare il suo corpo, ma si scopre che Luka non è morto ma è in condizioni gravi a causa della malaria; viene quindi recuperato e riportato a Chicago, dove rimane in cura presso il policlinico per qualche settimana.
Dopo essersi ripreso e aver ricominciato a lavorare, conosce la nuova infermiera del pronto soccorso, Samantha Taggart, con la quale instaura una relazione che li porterà alla convivenza. Samantha ha un figlio, Alex, che stringe un forte legame con Luka. Ma anche Samantha ha alle spalle un passato difficile, il ritorno nella vita dell'ex fidanzato violento e padre di suo figlio, incrinerà la sua storia con Luka portandola alla conclusione subito dopo aver riportato a casa Alex dopo un allontanamento volontario.
Dopo che la dottoressa Lewis ha lasciato il suo incarico al pronto soccorso, Luka viene nominato Capo di Medicina d'Urgenza. Durante la dodicesima stagione Luka si riavvicina ad Abby e i due tornano insieme. Nella tredicesima stagione diventano genitori del piccolo Joe e, dopo che Abby vince le sue diffidenze verso il matrimonio, si sposano. In seguito, a causa della malattia che costringe suo padre a letto, Luka deciderà di tornare in Croazia per prestargli assistenza. La sua assenza causa non pochi problemi ad Abby, che ricade presto nella trappola dell'alcolismo e proprio sotto l'effetto dell'alcool passerà una notte insieme al nuovo capo del pronto soccorso, Moretti. Al suo ritorno, Luka è costretto a scontrarsi con la crisi di Abby, e, nonostante la moglie si faccia ricoverare in una clinica e si liberi dell'alcolismo, il loro rapporto entra in crisi.
Dopo un periodo di separazione in cui Luka decide di lasciare il pronto soccorso e trovare lavoro presso una casa di riposo, i due riescono a riavvicinarsi e decidono di trasferirsi in un'altra città per ricominciare li la loro vita.